# Гамма-різноманітність
Гамма-різноманітність (англ. gamma-diversity) — показник різноманітності рослинності ландшафту, що поєднує альфа-різноманітність і бета-різноманітність. Найпростішим показником гамма-різноманітності є конкретна флора, тобто список видів в межах одного ландшафту. Вимірювання гамма-різноманітності не має принципових відмінностей від оцінки альфа-різноманітності і проводиться як з урахуванням кількісних співвідношень видів, так і без нього.

#### Ресурси Інтернету
- Гамма-різноманітність // Словник-довідник з екології : навч.-метод. посіб. / уклад. О. Г. Лановенко, О. О. Остапішина. — Херсон : ПП Вишемирський В. С., 2013. — С. 45.